# Barbes langoer
De Barbes langoer (Trachypithecus barbei)  is een zoogdier uit de familie van de apen van de Oude Wereld (Cercopithecidae). De wetenschappelijke naam van de soort werd voor het eerst geldig gepubliceerd door Blyth in 1847.

## Voorkomen
De soort komt voor van het westen van Thailand tot over de grens in Myanmar.